# Nyerehta
Nyerehta (oroszul: Нерехта) város Oroszország Kosztromai területén, a Nyerehtai járás székhelye.
Lakossága: 22 828 fő (a 2010. évi népszámláláskor).

## Fekvése
Kosztromától kb. 45 km-re délnyugatra helyezkedik el, a Kosztroma, Jaroszlavl és Ivanovo felé (felől) vezető vasútvonalak csomópontja.
A Kosztromai terület legnagyobb részétől eltérően a Volgától nem északra, hanem délre fekszik, mindhárom nagy városhoz viszonylag közel.

## Története
1214 óta ismert település. A 14. századtól kezdve a sófőzés egyik központja volt. Különlegessége, hogy az orosz Észak ősi településeitől eltérően soha nem épült vára. A 17. század eleji harcok (az ún. zűrzavaros idők) során azonban ez a település is szinte teljesen elnéptelenedett, 1609-ben a lengyel csapatok felégették a várost.

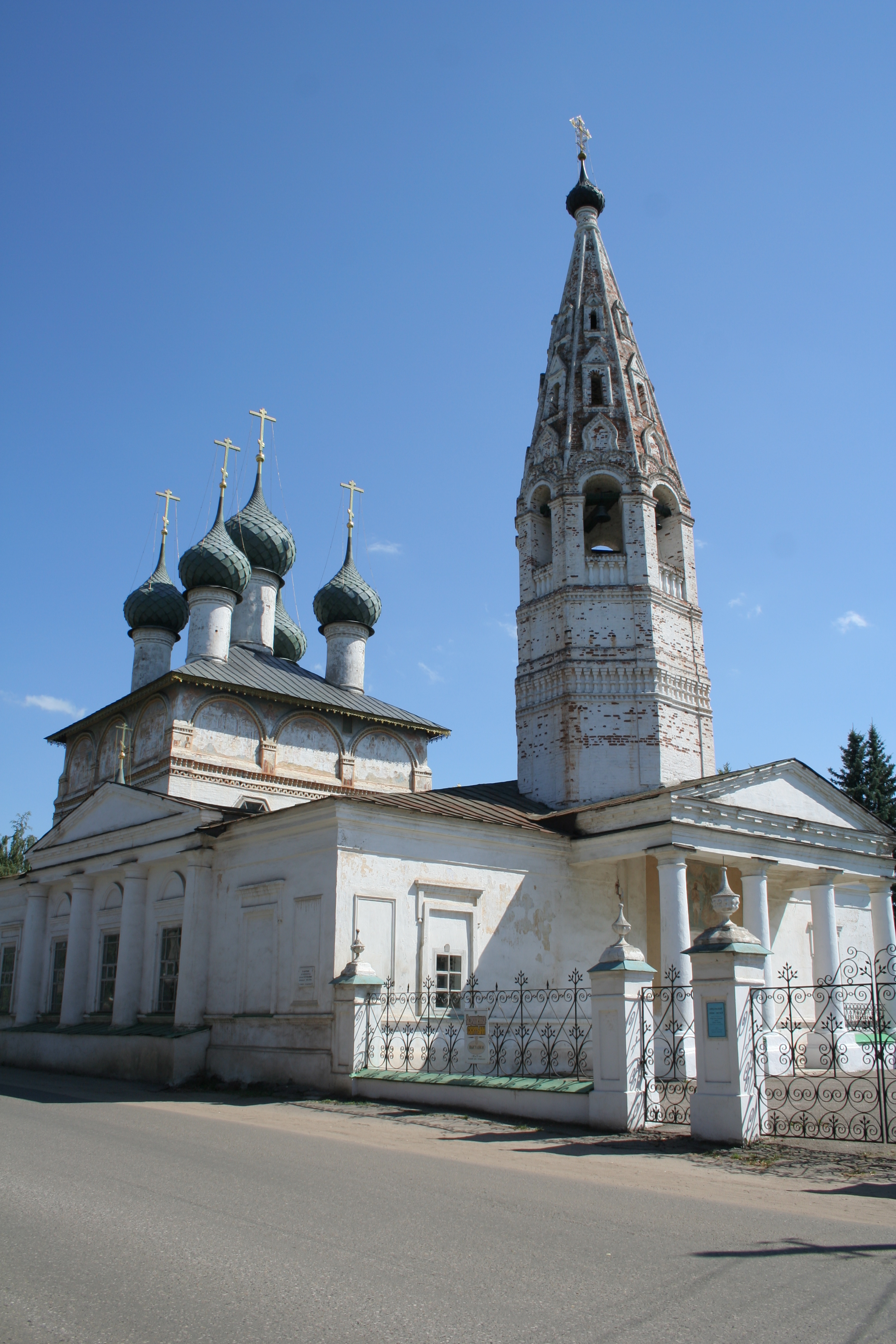
Az Úr megjelenése-templom (1710–1726).

A 18. századtól a kézművesek és kereskedők városa volt, bőrdíszművesség, ezüstművesség, lenfonás és -szövés jellemezte. Az első vászonkészítő manufaktúrát 1761-ben alapították, ezt később más textilipari üzemek alapítása követte. 1778-ban várossá nyilvánították
Nyerehta utcaszerkezetét az 1781-ben készült városrendezési terv szerint alakították ki. 1838-ban a várost nagy tűzvész pusztította, és az újjáépítéskor átdolgozták a korábbi tervet. 1887-ben megépült a vasútvonal, ami lendületet adott a további fejlődésnek.
A 19. században alapított lenfeldolgozó a szovjet korszakban nagy lenkombináttá terebélyesedett. A textilipar mellett a fémfeldolgozás és a műszergyártás is fejlődésnek indult. Egyik alapvető iparvállalatát (Nyerehtai Mechanikai Gyár), a fegyveres erők céljaira termelő gyárat az 1940-es években alapították. 2013 nyarán tervbe korszerűsítése után nem csak hadiipari, hanem polgári célú termékek kibocsátása is várható.

## Műemlék épületei
- Bogorogyice-Szretyenszkij- (Mária bemutatása-) kolostor (17–19. század).
- Bogojavlenszkij- (Úr megjelenése-) templom (18. század eleje).
- Kresztovozdvizsenszkij- (Kereszt felmagasztalása-) templom (18–19. század).

A városközpont polgári épületei közül is fennmaradt néhány, köztük egy hivatali épület (priszutsztvennije meszta), a kereskedősor (1830-as évek) és 19. századi udvarházak.